# آب‌انبار زیزگزکوریچان
آب‌انبار زیزگزکوریچان مربوط به دوره قاجار است و در قدیم لار، محله کوریچان واقع شده و این اثر در تاریخ ۱۹ مرداد ۱۳۸۴ با شمارهٔ ثبت ۱۲۷۶۸ به‌عنوان یکی از آثار ملی ایران به ثبت رسیده است.